# Therasea angustipennis
Therasea angustipennis är en fjärilsart som beskrevs av Augustus Radcliffe Grote 1875. Therasea angustipennis ingår i släktet Therasea och familjen nattflyn. Inga underarter finns listade i Catalogue of Life.